# 第10回国際連合緊急特別総会
第10回国際連合緊急特別総会（だい10かいこくさいれんごうきんきゅうとくべつそうかい、tenth emergency special session of the United Nations General Assembly）は、国際連合総会の10回目の緊急特別総会であり、イスラエルとパレスチナの紛争、すなわち、ヨルダン川西岸地区とガザ地区をめぐる現在も進行中の紛争をその議題とするものである。
この緊急特別総会は、マレーシアのラザリ・イスマイル総会議長の下で、1997年に初めて召集された。安全保障理事会が2回の会合でこの問題について決定を下すことができなかったためである。この緊急特別総会の会期は2024年現在でも終了はしておらず、断続的に開催されている。
緊急特別総会(ESS)とは、特定の問題について、緊急ではあるが拘束力のない決定や勧告を行うために招集される、定期ではない国連総会の会合である。緊急特別総会の大半は1回の会合で終了しており、第7回が2回開催されているが、3回以上の会合が開催されたのは第10回のみである。実際、2000年以降だけでも、第10回緊急特別総会の会合は10回以上開催されている。第10回緊急特別総会の会合がこれだけの回数に及んでいるということは、国際政治におけるこの問題の重要性を示している。1997年から2007年までは、毎年30回以上の会議が開催されていた。

## 決議
| 決議番号       | 採択日         | 投票（賛成/反対/棄権/欠席） | テーマ |
| -------------- | -------------- | --------------------------- | --- |
| A/RES/ES-10/1  | 1997年4月25日  | 表決なしで採択              | 信任状委員会の報告と勧告の承認 |
| A/RES/ES-10/2  | 1997年4月25日  | 134/3/11/37                 | 占領下の東エルサレムとその他パレスチナ被占領地域におけるイスラエルの違法行為について                                                                    |
| A/RES/ES-10/3  | 1997年7月15日  | 131/3/14/37                 | 占領下の東エルサレムとその他パレスチナ被占領地域におけるイスラエルの違法行為について                                                                    |
| A/RES/ES-10/4  | 1997年11月13日 | 139/3/13/30                 | 占領下の東エルサレムとその他パレスチナ被占領地域におけるイスラエルの違法行為について                                                                    |
| A/RES/ES-10/5  | 1998年3月17日  | 120/3/5/57                  | 占領下の東エルサレムとその他パレスチナ被占領地域におけるイスラエルの違法行為について                                                                    |
| A/RES/ES-10/6  | 1999年2月9日   | 115/2/5/63                  | 占領下の東エルサレムとその他パレスチナ被占領地域におけるイスラエルの違法行為について                                                                    |
| A/RES/ES-10/7  | 2000年10月20日 | 92/6/46/45                  | 占領下の東エルサレムとその他パレスチナ被占領地域におけるイスラエルの違法行為について                                                                    |
| A/RES/ES-10/8  | 2001年12月20日 | 124/6/25/34                 | 占領下の東エルサレムとその他パレスチナ被占領地域におけるイスラエルの違法行為について                                                                    |
| A/RES/ES-10/9  | 2001年12月20日 | 133/4/16/36                 | 占領下の東エルサレムとその他パレスチナ被占領地域におけるイスラエルの違法行為について                                                                    |
| A/RES/ES-10/10 | 2002年5月7日   | 74/4/54/57                  | 占領下の東エルサレムとその他パレスチナ被占領地域におけるイスラエルの違法行為について                                                                    |
| A/RES/ES-10/11 | 2002年8月5日   | 114/4/11/60                 | 占領下の東エルサレムとその他パレスチナ被占領地域におけるイスラエルの違法行為について                                                                    |
| A/RES/ES-10/12 | 2002年9月19日  | 133/4/15/39                 | 占領下の東エルサレムとその他パレスチナ被占領地域におけるイスラエルの違法行為について                                                                    |
| A/RES/ES-10/13 | 2003年10月21日 | 144/4/12/31                 | 占領下の東エルサレムとその他パレスチナ被占領地域におけるイスラエルの違法行為について                                                                    |
| A/RES/ES-10/14 | 2003年12月8日  | 90/8/74/19                  | 占領下の東エルサレムとその他パレスチナ被占領地域におけるイスラエルの違法行為について                                                                    |
| A/RES/ES-10/15 | 2004年7月20日  | 150/6/10/25                 | 東エルサレム周辺を含むパレスチナ被占領地における壁建設の法的影響に関する国際司法裁判所の勧告的意見                                                      |
| A/RES/ES-10/16 | 2006年11月17日 | 156/7/6/23                  | 占領下の東エルサレムとその他パレスチナ被占領地域におけるイスラエルの違法行為について                                                                    |
| A/RES/ES-10/17 | 2006年12月15日 | 162/7/7/16                  | パレスチナ被占領地域における壁建設により生じた損害の国際連合登録機関（UNRoD）設置について                                                               |
| A/RES/ES-10/18 | 2009年1月16日  | 142/4/8/38                  | 安全保障理事会決議1860(2009)による即時停戦決議を支持する総会決議                                                                                        |
| A/RES/ES-10/19 | 2017年12月21日 | 128/9/35/21                 | エルサレムの地位について |
| A/RES/ES-10/20 | 2018年6月13日  | 120/8/45/20                 | パレスチナの一般市民の保護について |
| A/RES/ES-10/21 | 2023年10月27日 | 120/14/45/14                | 国際連合総会決議ES-10/21 - パレスチナの一般市民の保護と法的及び人道的義務の維持について                                                                 |
| A/RES/ES-10/22 | 2023年12月12日 | 153/23/10/6                 | 国際連合総会決議ES-10/22 - 民間人の保護と法的・人道的義務の遵守（ガザ地区でのラマダン最終日までの戦闘休止要請）                                         |
| A/RES/ES-10/23 | 2024年5月10日  | 143/9/25/16                 | 国際連合総会決議ES-10/23 - 国連への新規加盟国の加盟（パレスチナ国のオブザーバー国家としての投票権無しの格上げと、安保理への国連正式加入勧告再検討要請） |